# Макарово (Палкінський район)
Макарово (рос. Макарово) — присілок в Палкінському районі Псковської області Російської Федерації.
Населення становить 7 осіб. Входить до складу муніципального утворення Новоуситовська волость.

## Історія
Від 2015 року входить до складу муніципального утворення Новоуситовська волость.

## Населення
| 2001 | 2002 | 2010 | 2013 | 2014 | 2016 |
| ---- | ---- | ---- | ---- | ---- | ---- |
| 12   | ↗16  | ↘4   | ↗10  | →10  | ↘7   |